# Melinger
Die Melinger (gr. Μελιγγοί, Μηλιγγοί; Melingoi) waren ein im Frühmittelalter eingewanderter Stamm im Taygetos auf der Peloponnes in Griechenland vom 10. bis 14. Jahrhundert. Von den zeitgenössischen Autoren werden sie zusammen mit anderen Stämmen Sklavini genannt, daher gehen die meisten Autoren davon aus, dass sie Slawen waren. Andere Autoren wie Johann Benos halten sie ausgehend von lokalen Sprachdenkmälern in ihrem Siedlungsgebiet, wie Toponymen, für Vlachen.

## Geschichte
Seit dem 7. Jahrhundert siedelten Slawen auf dem Balkan. Von den Wanderungen wurden auch die altansässige Bevölkerung balkanromanischer Sprache und die Vorfahren der Albaner erfasst. Spätestens seit dem 9. Jahrhundert erscheinen die Neusiedler auch auf der Peloponnes. Die Melinger werden erstmals von Kaiser Konstantinos Porphyrogennetos in seinem Werk De administrando imperio für das Jahr 934 genannt, als Kaiser Romanos I. einen slawischen Aufstand in diesem Gebiet niederschlagen ließ; die Stämme der Melinger und Ezeriten konnten in dem Gebiet bleiben.
Vom 12. Jahrhundert an wurden militärische Einheiten von Melingern in fränkischen und byzantinischen Diensten erwähnt. In den 1330er Jahren werden Melinger als Gründer mehrerer Kirchen erwähnt.

## Siedlungsgebiet
Nach Konstantinos Porphyrogennetos wohnten die Melinger im Gebirge Pentedaktylos (Πεντεδάκτυλος), dem byzantinischen Namen des Taygetos. Nach der Chronik von Morea siedelten die Melinger an den Abhängen des nach ihnen benannten „Gebirges der Melinger“ (ὁ ζυγὸς τῶν Μελιγῶν; o zygos ton Meligon) zwischen Mystras und Passava.